# 豪華餅家

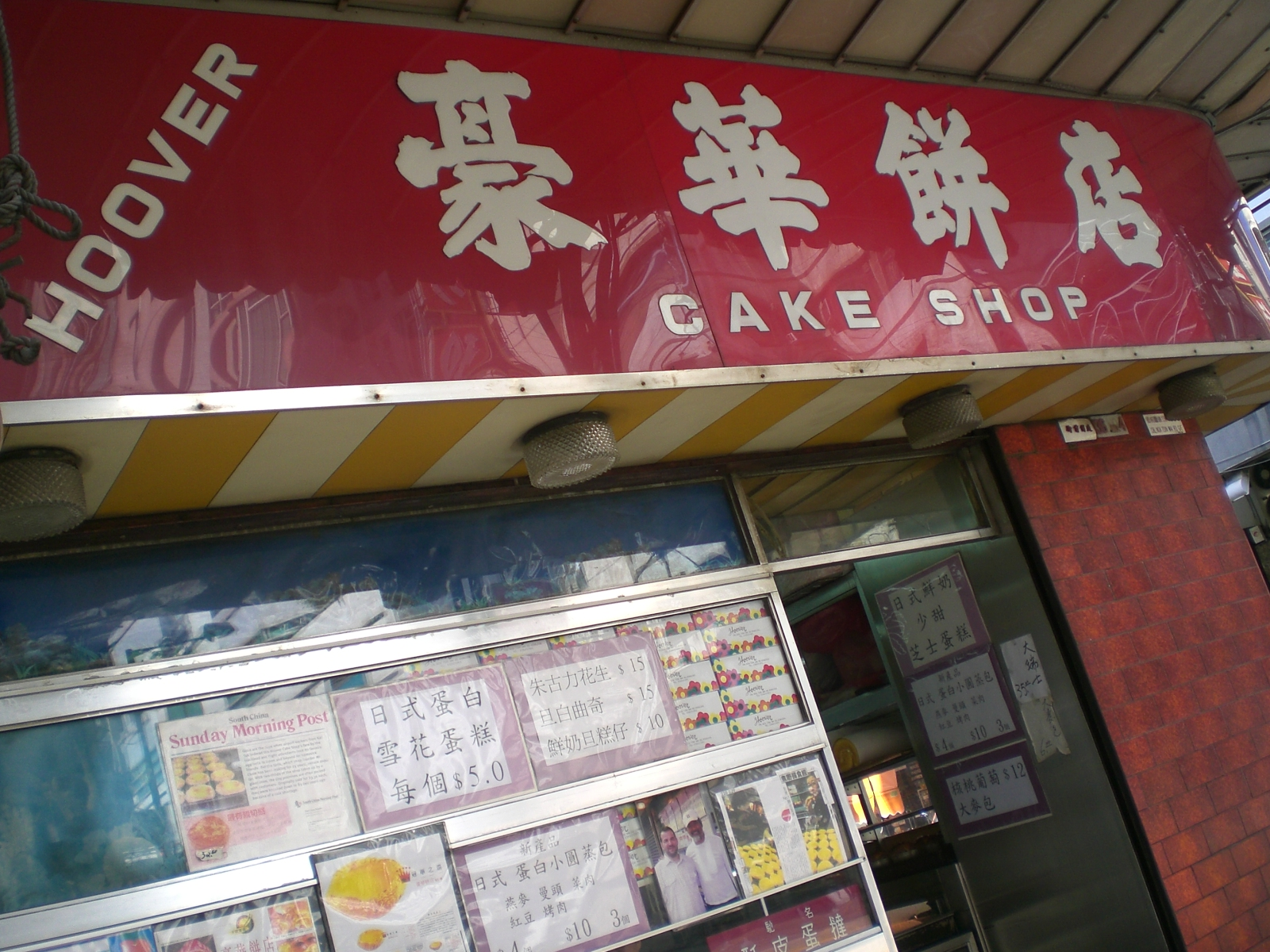
店名

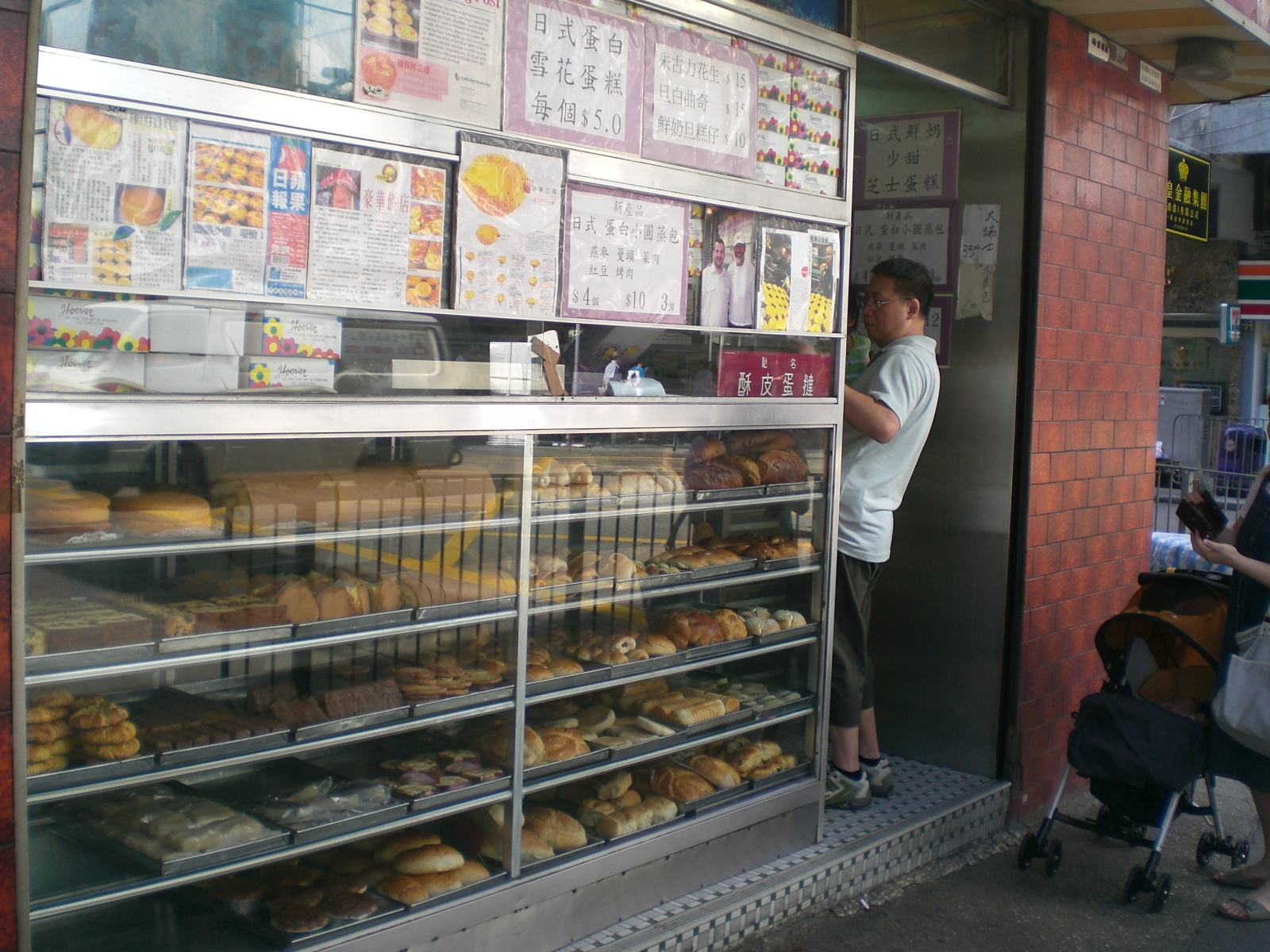
店面

豪華餅店（Hoover Cake Shop），是位於香港九龍城衙前圍道的一間著名西餅麵包商店。 豪華餅家於1970年代開業，在高峰期每日賣3000多個蛋撻。店主周先生，他自稱國際影星周潤發等是豪華餅家的常客。但可惜，豪華餅家最終決定於2022年10月1日結業，結束51年的歷史。
有43年歷史的豪華餅家，在2007年所見，是一間半邊街鋪，近珍珍珠寶金行。 店面積不過100平方呎，有玻璃櫃放有售賣的麵包西餅各種款式，人流如鯽，店面的上方貼有名星食家在報紙、期刊推介豪華餅家的文章，作者包括有蔡瀾、蘇施黃等，傳媒包括有英文南華早報、蘋果日報等。 有文章中提及周潤發是熟客，店面小，廚房有12位師傅同時工作，不可小看。
2022年9月29日，香港連鎖咖啡品牌The Coffee Academϊcs宣佈收購豪華餅家，並計劃以新品牌「香港豪華餅家1977」在2023年選址重開分店。